# Chemins de fer rhétiques
Les Chemins de fer rhétiques, parfois désignés par le sigle RhB, (en allemand Rhätische Bahn (RhB), en italien Ferrovia Retica, romanche Viafier Retica et en anglais Rhaetian Railway), sont une entreprise ferroviaire de Suisse, basée à Coire dans le canton des Grisons.
Les RhB exploitent un réseau à voie métrique de 384 km qui s'étend entre les principaux centres urbains et touristiques du canton. Il s'agit du troisième réseau de Suisse par sa longueur, après celui des Chemins de fer fédéraux (CFF) et du Chemin de fer du Lötschberg (BLS). Le réseau ferroviaire des RhB est connu pour la beauté des paysages que ses trains traversent. Il joue également le rôle de chemin de fer touristique. Dans ce cadre, les lignes de l'Albula et de la Bernina sont inscrites au patrimoine mondial de l'UNESCO depuis juillet 2008.
En 2007, les RhB employaient 1 378 personnes et avaient un revenu de 300,108 millions de francs suisses pour un bénéfice de 16,148 millions. En 2010, les RhB investissent 320 millions et terminent avec un léger déficit de 75 000 francs. Les investissements pour les infrastructures se sont élevés à 210 millions de francs.
En 2008, l'entreprise transporte :
- 10 654 000 passagers ;
- 436 000 automobiles par train d'automobiles accompagnées ;
- 813 000 tonnes de marchandises[5].

En 2017, l'entreprise transporte :
- 12 000 000 passagers[8] ;

Le matériel roulant des Chemins de fer rhétiques est, en 2008, composé de :
- 89 locomotives et motrices ;
- 382 voitures voyageurs ;
- 811 wagons de marchandises ou de transport d'automobiles[9].

## Réseau

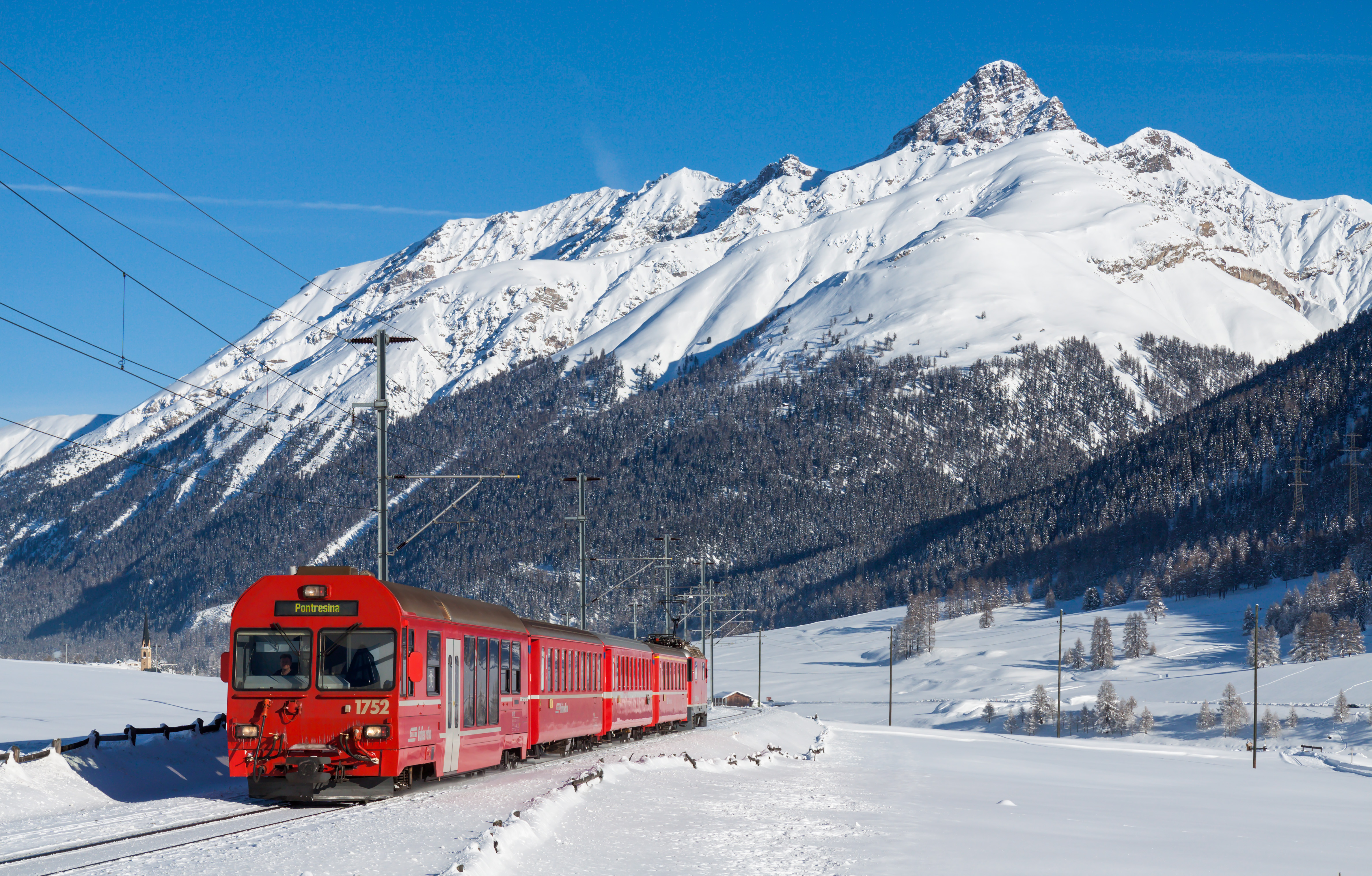
Les chemins de fer rhétiques sur la ligne de l'Engadine en décembre 2008.

Le réseau ferroviaire exploité par les Chemins de fer rhétiques est entièrement à voie métrique.
Il est le troisième réseau de Suisse par la longueur, après :
- les CFF (Chemins de fer fédéraux, 3 011 km) ;
- le BLS (Chemin de fer du Lötschberg, 449 km) ;
- mais devant le MGB (Matterhorn-Gotthard-Bahn, 144 km).

La totalité du réseau est électrifiée, sous trois tensions différentes :
- 11 000 V 16 Hz 2/3 alternatif, sur 321 km ;
- 1 000 V continu, sur 61 km (ligne de la Bernina) ;
- 1 500 V continu, sur 13 km[10] (ex-ligne Bellinzone-Mesocco).

Le réseau des RhB compte :
- 84 tunnels, dont celui de la Vereina, long de 19,042 km ;
- 383 ponts de plus de 2 m ;
- Rampe maximale : 70 mm/m.

Le réseau est implanté dans les principales vallées grisonnes.
Le réseau est connecté :
- aux Chemins de fer fédéraux (CFF) à Coire et à Landquart en direction de Zurich ;
- à la Matterhorn-Gotthard Bahn (MGB) à Disentis/Muster en direction de Brigue ;
- à Trenitalia à Tirano en Italie.

### Lignes
Le réseau est divisé en plusieurs lignes :
- ligne de Landquart à Coire, 13,7 km, électrifiée en 11 000 V 16 Hz 2/3 ;
- ligne de Coire à Arosa, 25,7 km, électrifiée en 11 000 V 16 Hz 2/3 ;
- ligne de l'Albula (Thusis - Saint-Moritz), 61 km, électrifiée en 11 000 V 16 Hz 2/3 ;
- ligne de la Bernina (Saint-Moritz - Tirano, Italie), 60,6 km, électrifiée en 1 000 V ;
- ligne de Landquart à Davos-Platz, 49,9 km, électrifiée en 11 000 V 16 Hz 2/3 ;
- ligne de Davos-Platz à Platz–Filisur (de), 19,3 km, électrifiée en 11 000 V 16 Hz 2/3 ;
- ligne de Reichenau-Tamins à Disentis/Mustér (de), 49,3 km, électrifiée en 11 000 V 16 Hz 2/3 ;
- Samedan - Zernez - Scuol-Tarasp, 48 km, électrifiée en 11 000 V 16 Hz 2/3 : ligne de l'Engadine ;
- Samedan - Pontresina, 5 km, électrifiée en 11 000 V 16 Hz 2/3 ;
- Klosters - Vereina - Lavin, 24 km, électrifiée en 11 000 V 16 Hz 2/3 ;
- Vereina - Susch, 11 km, électrifiée en 11 000 V 16 Hz 2/3 ;
- Castione - Cama, 12,8 km, électrifiée en 1 500 V (exploitée par le SEFT depuis 2003).

## Services

### Voyageurs

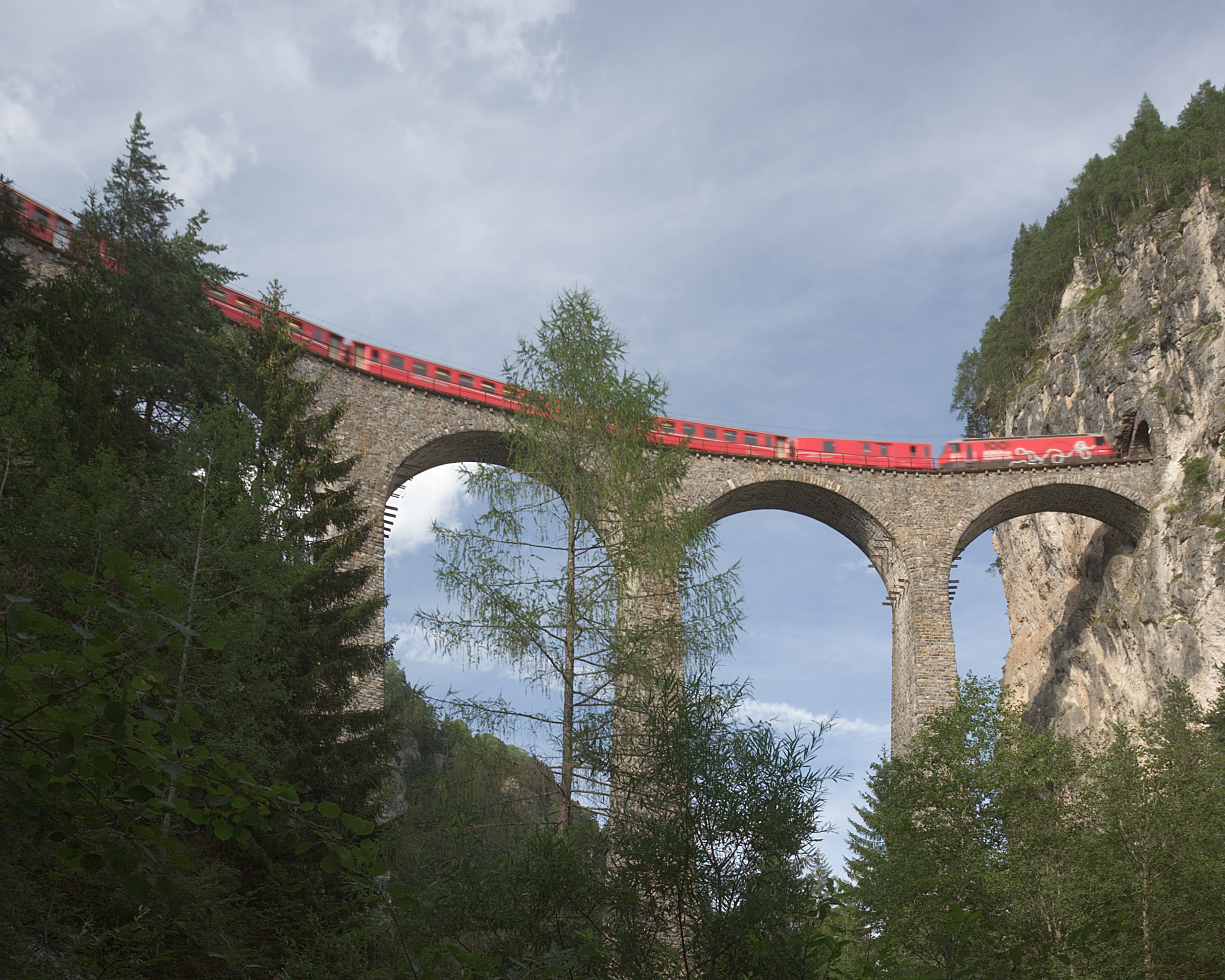
Viaduc de Landwasser

Moyen de transport public, le « train rouge » est aussi une attraction touristique. En effet les touristes génèrent 80 % de ses recettes, mais 40 % des voyageurs-kilomètres sont dus à la clientèle locale. Il dessert notamment des stations fameuses comme Davos et Saint-Moritz.
Les trains classiques sont différenciés entre « Regio » (les trains régionaux, R), « RegioExpress » (les trains express, RE) et les « RER » (S-Bahn, S). Tous les horaires sont cadencés à l'heure, sauf pendant les heures de pointe.
En 2022, ils assuraient les relations régulières suivantes :
- IR Coire - Saint-Moritz
- RE Landquart - Saint-Moritz
- RE Landquart - Davos-Platz
- RE Disentis/Mustér - Scuol-Tarasp
- R Coire à Arosa
- R Saint-Moritz - Tirano.
- R Davos-Platz - Filisur
- R Pontresina - Scuol-Tarasp
- S 1 Rhäzüns – Reichenau/Tamins – Coire West – Coire – Landquart – Schiers
- S 2 Thusis – Rhäzüns – Reichenau/Tamins – Coire

Sur ces lignes circulent des trains célèbres comme :
- le « Glacier Express », l'express le plus lent du monde : Zermatt (1 604 m) - Saint Moritz (1 755 m) en passant par l'Oberalp (2 033 m) ; ce service est géré en commun avec la MGB (Matterhorn-Gotthard-Bahn). Il est aujourd'hui assuré par des coupons de six voitures construites en 2006 par Stadler Rail, composés de deux voitures de première classe, une voiture office et trois voitures de seconde classe. Toutes les voitures sont panoramiques. Ce parc est géré par les RhB et le MGB.

Notons toutefois une exception : certains trains ne contiennent pas de voiture service mais une voiture restaurant "Gourmino" des RhB.
- le « Bernina Express », Coire - Tirano, via le tunnel de l'Albula et l'hospice de la Bernina (2 253 m) ; service prolongé par autocar jusqu'à Lugano ;
- l'« Aqualino Scuol », de Landquart à Scuol, via le tunnel de la Vereina ;
- l'« Engadine Star », de Landquart à Saint-Moritz, via le tunnel de la Vereina ;
- l'« Arosa Express », entre Coire et Arosa.

Trains-autos : des navettes cadencées pour automobiles fonctionnent en toute saison par le tunnel de la Vereina, pour rejoindre la Basse-Engadine (vallée de l'Inn), au départ de Klosters et de Saglians.
Il existait auparavant des trains-autos sur la ligne de l'Albula pour rejoindre la Haute-Engadine, au départ de Thusis.
Les RhB mettent en place régulièrement des voitures restaurants dans les trains RegioExpress Chur-St Moritz.
Le trafic annuel s'élève à 300 millions de voyageurs-km et 54 millions de tonnes-km (2002).

### Marchandises
Le RhB est la troisième entreprise ferroviaire suisse de transport de fret.
Néanmoins le trafic fret est en baisse sur le réseau. En effet le RhB a produit 47 412 000 tonnes-kilomètres en 2011, mais seulement 35 473 000 en 2014 et 34 257 000. Le RhB reste cependant un acteur important du transport dans les Grisons, qui oriente de plus en plus sa production vers le transport de cadres et de conteneurs.

#### Gares marchandises
Le GUZ Lanquart (centre de transbordement de marchandise) est le centre névralgique pour les marchandises aux RhB. Situé à Landquart, il permet de réaliser l'interface entre les RhB, CFF Cargo (division fret des CFF) et la route. Ce centre permet le transbordement de cadres, caisses mobiles, conteneurs, de conteneurs ACTS et de toutes sortes de marchandises grâce à un terminal intermodal. Il s'agit du point de départ des nombreux trains de marchandises du réseau.
La seconde gare principale de marchandises du réseau se trouve à Samedan. Là aussi un nouveau terminal intermodal a été construit : le GUZO (centre de transbordement de marchandises de la Haute-Engadine). De nombreux conteneurs de l'entreprise de grande distribution Coop ou de la poste suisse y transitent. Ce centre est également capable de transborder des conteneurs ACTS.
Toujours dans le domaine de l'intermodal en gare capable de manutentionner des conteneurs cadres et des ACTS, on peut également citer les gares de Zernez, Scuol-Tarasp, Thusis, Davos-Platz, Campocologno, et d'Arosa, ainsi que celle de Schnauss-Strada où le GUZ Surselva a été installé. Situé sur la ligne de la Surselva (à proximité d'Ilanz), ce centre est doté d’un engin de manutention de cadre de type « Kalmar », contrairement aux autres gares pré-citées qui sont elles dotées de portiques de manutention.
Les gares de Untervaz, Chur, Disentis-Muster, Surava, Poschiavo, Tirano, Rohtenbrunnen, Klosters, et de Reicheneau-Tamins sont capables, elles, d'assurer uniquement le transbordement de conteneurs ACTS.

#### Trafics et clients
Les marchandises transportées par le RhB se répartissent de la façon suivante :
- matériaux de construction : 31 %
- produit alimentaire/ boisson : 22 %
- autres : 21 %
- déchet : 8 %
- bois : 7 %
- produits pétroliers : 6 %
- poste : 5 %

Les principaux clients des RhB sont la Poste suisse et la Coop, utilisant principalement le transport par conteneurs. Le chemin de fer Rhétique transporte également des conteneurs ACTS utilisés pour le transport des déchets. Ce type de conteneurs permet d'être déchargé de manière horizontale avec l'aide d'un camion équipé d'un bras hydraulique.
Les RhB transportent également du ciment pour le compte de sociétés comme Holcim, mais aussi des produits pétroliers, tels que de l'huile de chauffage à partir de l'Italie (Tirano et Campacologno) vers les Grisons. On peut également citer le transport de bois, d'eau minérale pour le compte de la société Valser, de marchandise sur palette pour le compte de société comme Kuoni entre Chur et Samedan) ou encore de marchandises exceptionnelles sur des wagons spéciaux. De nombreux embranchement particuliers jalonnent le réseau, comme à Thusis, Samedan ou encore Ilanz. À noter également que le RhB propose toujours un service de messagerie, il est possible d'envoyer un colis entre certaines gares du réseau (22) ou bien même de l'envoyer dans toute la Suisse via le service Swissconect.

### Maintenance de la voie
L'entretien des lignes est réalisé par les RhB, mais aussi par le groupe Sersa (pour les travaux lourds).

## Histoire

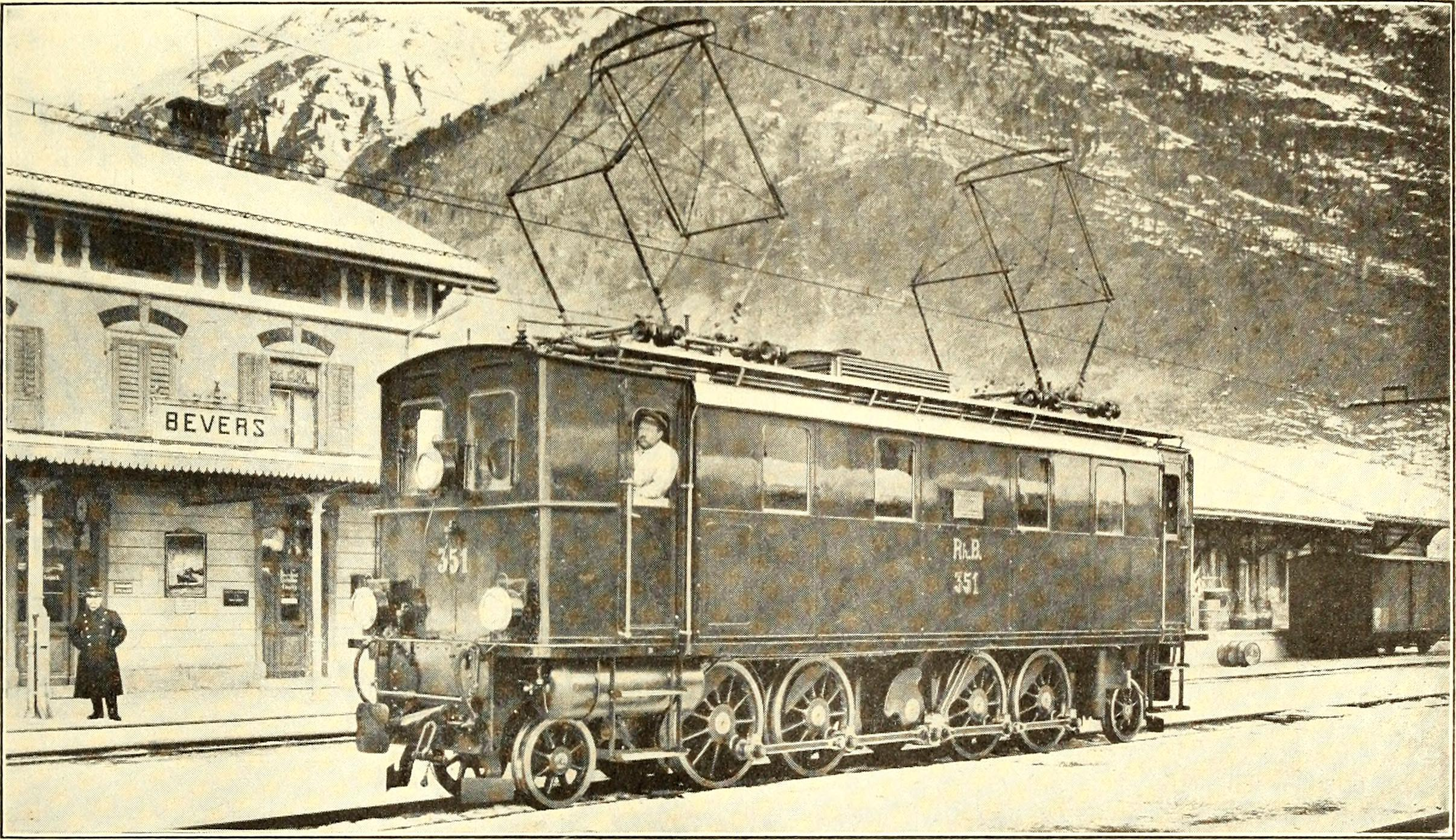
Locomotive 351 de 1913, pour courant monophasé, en gare de Bever sur la ligne de l'Albula.

Le réseau des Chemins de fer rhétiques est constitué entre 1889 et 1913. Le dernier tronçon est achevé en 1999.
La construction de lignes ferroviaires dans le canton des Grisons fut sérieusement envisagée dès les années 1880.

### Société anonyme des chemins de fer à voie étroite Landquart - Davos (LD)
La création de cette compagnie est due à l'initiative privée d'un Néerlandais, Willem-Jan Holsboer, propriétaire d'un hôtel à Davos.
La première ligne relie ainsi :
- Landquart à Klosters, ouverture le 9 octobre 1889,
- Klosters à Davos, ouverture le 20 juillet 1890.

Une seconde ligne relie Landquart à Coire (Chur) et Thusis.
- Coire et Thusis, ouverture le 1er juillet 1896, 32,6 km
- Landquart à Coire, ouverture le 1er septembre 1896, 17 km

### Compagnie des Chemins de fer rhétiques (RhB)
La compagnie RhB est créée en 1898, se substituant à la compagnie Landquart-Davos (LD).

#### Extension du réseau
- La ligne Reichenau - Ilanz est mise en service le 1er juin 1903.
- La ligne de l'Albula (Thusis - Saint-Moritz) est mise en service le 1er juillet 1903.
- La ligne Davos - Filisur (19 km) est ouverte le 1er juillet 1909.
- La ligne Ilanz - Disentis est mise en service en 1910.
- La ligne Bever - Scuol est mise en service le 1er juillet 1913. Cette ligne est électrifiée dès sa construction.

#### Électrification du réseau
Le choix se porte sur le courant alternatif à simple phase 11 000 V 16 2/3 Hz, qui avait fait l'objet d'essais en basse Engadine entre Seebach et Wettingen de 1904 à 1909.
- le 1er juillet 1913, a été mise en service la ligne Bever - Scuol, électrifiée dès l'origine ;
- le 20 avril 1919, la section Bever - Filisur est mise sous tension ;
- le 15 octobre 1919, la section Thusis - Filisur est mise sous tension ;
- le 1er avril 1921, la section Coire - Thusis est mise en service ;
- le 29 novembre 1997, la section Coire - Arosa change de tension, elle passe du 2 400 V continu au 11 000 V alternatif 16 2/3 Hz.

#### Absorption d'autres compagnies
- En 1942, les RhB absorbent le chemin de fer Coire-Arosa (Chur-Arosa-Bahn), ligne construite en 1914.
- En 1942, les RhB absorbent la ligne Bellinzone-Mesocco (canton du Tessin).
- En 1943, les RhB absorbent le chemin de fer de la Bernina (Berninabahn) qui avait ouvert la ligne de Saint-Moritz à Tirano en 1910.

#### Dernière extension du réseau
- Le 19 novembre 1999, est ouverte la ligne Klosters - Lavin (22,540 km), dans la basse Engadine. Cette ligne emprunte le tunnel de la Vereina long de 19,042 km.

#### Lignes supprimées
- Bellinzone - Castione (1972)
- Castione - Mesocco (fin du trafic voyageur en 1972, fermeture définitive en 1979)
- Actuellement le tronçon Castione - Cama est exploité par le FM (Ferrovia Mesolcinese), train touristique.

### Accidents et incidents
- Le 13 août 2014, s'est produit le déraillement de Tiefencastel (en). Un train assurant la liaison entre St-Moritz et Coire est pris dans un éboulement de terrain dans une zone située à flanc de montagne et peu accessible. Deux voitures se décrochent du convoi et chutent de plusieurs mètres dans un ravin. L'accident fait onze blessés[20].
- Le 18 janvier 2019, une jeune femme de 17 ans est percutée par un train en gare de Schiers. Elle est grièvement blessée aux jambes[21].

### Record du monde
- Le 29 octobre 2022, à l'occasion des 175 ans du système ferroviaire suisse (ligne Zurich - Baden en 1847) le record du monde du plus long train de voyageurs ainsi que celui du plus long train à voie étroite sont officiellement battus entre Preda (tunnel de l'Albula) et le viaduc de Landwasser[22]. Le train était composé de cent voitures, réparties sur 25 rames "Capricorn", pour une longueur totale de 1,91 km (longueur homologuée officiellement à 1 906 m)[23],[24]. Le record a été officialisé par le Guinessbook Reccord, le dernier record était un train belge dans les années 1990.

## Matériel roulant

### Locomotives à vapeur
| Type | Numéros   | Nombre | Utilisation | Constructeur | Disposition des essieux | Remarques                               | Image |
| --- | --------- | ------ | ----------- | ------------ | ----------------------- | --------------------------------------- | ----- |
| G 3/4 | 1 à 16    | 16     | 1889 à 1928 | SLM          | 1'C                     | Livrées au Landquart Davos              |       |
| La no 1 "Rhätia" roula au Blonay-Chamby et fut reprise par les RhB en 1988. La no 11 "Heidi" est en cours de rénovation au dépôt de Samedan. |           |        |             |              |                         |                                         |       |
| G 2x 2/2 | 21 à 22   | 2      | 1891 à 1920 | Maffei       | B'B                     | Livrées au Landquart Davos ex no 6 et 7 |       |
| G 2/2 + 2/3 | 23 à 24   | 2      | 1896 à 1926 | SLM          | B'B1'                   |                                         |       |
| G 2/3 + 2/2 | 25 à 32   | 8      | 1896 à 1921 | SLM          | 1'B'B                   |                                         |       |
| G 4/5 | 101 à 129 | 29     | 1904 à 1927 | SLM          | 1'D                     |                                         |       |

### Locomotives électriques
| Type | Numéros | Nombre de machines                 | Livraison              | Constructeur | Disposition des essieux | Remarque                           | Image |
| --- | ------- | ---------------------------------- | ---------------------- | ------------ | ----------------------- | ---------------------------------- | ----- |
| Ge 6/6 puis Ge 4/4 | 181     | 1                                  | 1916                   | BBC/SLM      | CC puis BB              | Ex no 81 de la Ligne de la Bernina |       |
| Sa puissance est de 960 ch. ré-immatriculé 181 - Préservée et en cours de restauration au Chemin de fer Blonay-Chamby. |         |                                    |                        |              |                         |                                    |       |
| Ge 4/4 182 | 182     | 1                                  | 1928                   | SLM et SAAS  | BoBo                    | Ex no 82 de la Ligne de la Bernina |       |
| Elle a une puissance de 760 ch. Elle était équipée au départ d'étrave chasse-neige aux extrémités. Elles furent retirées en 1946 et des capots les remplacèrent lui donnant ainsi un air de « crocodile de la Bernina ». Elle fut conservée pendant quelques années au Chemin de fer de la Mure puis récupérée par une association et rejoint la ligne de la Bernina. Elle est aujourd'hui restaurée dans son état 1946 et roule à nouveau. |         |                                    |                        |              |                         |                                    |       |
| Ge 2/4 | 201-207 | 7                                  | 1912,1913              | SLM/BBC      | 1B1                     |                                    |       |
| Puissance de 300 ch, masse de 36,7 t et longueur de 8,700 m. Ces machines ont été commandées pour l'électrification de la ligne de l'Engadine Bever-Scuol en 1913. |         |                                    |                        |              |                         |                                    |       |
| Ge 4/6 | 301,302 | 2                                  | 1913 (301), 1918 (302) | SLM/BBC      | 1D1                     |                                    |       |
| 301 puissance de 600 ch masse de 55,170 t longueur de 11,500 m ; 302 puissance de 800 ch masse de 57,860 t longueur de 11,000 m. |         |                                    |                        |              |                         |                                    |       |
| Ge 4/6 | 351-352 | 2                                  | 1912 (351), 1913 (352) | SLM/MFO      | 1D1                     |                                    |       |
| 351-352 puissance de 600 ch masse de 49,540 t longueur de 10,800 m. |         |                                    |                        |              |                         |                                    |       |
| Ge 4/6 | 353-355 | 3                                  | 1914                   | SLM /MFO     | 1D1                     |                                    |       |
| 353-355 puissance de 800ch masse de 56,270 t longueur de 11,104 m. |         |                                    |                        |              |                         |                                    |       |
| Ge 4/6 | 391     | 1                                  | 1913                   | SLM/AEG      | 1D1                     |                                    |       |
| 391 puissance de 600 ch masse de 55,380 t longueur de 11,000 m. Ces machines ont été commandées lors de l'électrification de la ligne de l'Engadine. |         |                                    |                        |              |                         |                                    |       |
| Ge 6/6 I | 401-415 | 15                                 | 1921 à 1929            | SLM/BBC/MFO  | CoCo                    |                                    |       |
| Ces locomotives sont plus connues sous le nom de Crocodile car elles sont d'aspect similaire aux Be 6/8 du Gothard qui portaient ce surnom. Cette série est acquise lors de l'électrification totale du réseau. Puissance de 800 kW. Plusieurs machines de ce type sont conservées : la 402 au Musée suisse des transports, la 406 au musée ferroviaire de Kerzers, la 407 à Bergün en monument, la 411 au Deutsches Museum. La 412 après avoir été repeinte en 2005 en bleu Alpine-Classic des RhB à l'occasion du 75e anniversaire du Glacier Express a été remisée en 2008 à la suite d'une avarie de la transmission puis ferraillée, et les 414 et 415 sont préservées par les RhB. |         |                                    |                        |              |                         |                                    |       |
| Ge 4/4 I | 601-610 | 10 (seulement 4 encore en service) | 1947                   | SLM/BBC      | BoBo                    |                                    |       |
| Ces machines sont modernisées de 1986 à 1987. Elles arrivent au terme de leur carrière et quelques-unes d'entre elles ont déjà été démolies. L'arrivée des automotrices « Allegra » a entrainé la fin de leur carrière. |         |                                    |                        |              |                         |                                    |       |
| Ge 4/4 II | 611-633 | 23                                 | 1973 et 1985           | SLM/BBC      | BoBo                    |                                    |       |
| Premières livraisons fin mai 1973. Puissance unihoraire totale 1 700 kW. Longueur (entre tampons) de 12,96 m. Ces locomotives sont de vraies machines universelles : elles assurent aussi bien la traction des trains Regio Express que la traction de trains régionaux (regio), mais aussi de trains de fret. Plusieurs machines circulent aujourd'hui entièrement décorées de publicités. |         |                                    |                        |              |                         |                                    |       |
| Ge 4/4 III | 641-652 | 12                                 | 1993                   | ABB/SLM]     | BoBo                    |                                    |       |
| Elles développent une puissance de 2 400 kW. Elles assurent la traction des trains Regio Express entre Chur et St-Moritz. Ces machines assurent aussi la traction des trains d'automobiles accompagnées dans le Tunnel de la Vereina Ce sont les premières machines décorées de publicité sur leurs flancs. |         |                                    |                        |              |                         |                                    |       |
| Ge 6/6 II | 701-707 | 7                                  | 1958                   | SLM /BBC/MFO | BoBoBo                  |                                    |       |
| Ces machines ont été acquises pour la traction de trains de marchandises lourds sur la Ligne de l'Albula. Elles développent une puissance de 2 400 ch. On peut les voir très généralement en tête de train de fret. |         |                                    |                        |              |                         |                                    |       |

### Locomotives bimode
| Type    | Numéros    | Nombre | livraison | Constructeur            | Remarques | Image       |
| ------- | ---------- | ------ | --------- | ----------------------- | --- | ----------- |
| Gem 4/4 | 801 et 802 | 2      | 1966      | SLM, SWS, BBC, Oerlikon | Fonctionnent en mode thermique sur le réseau principal et peuvent fonctionner sous alimentation électrique en 1 kV sur la ligne de la Bernina | RhB Gem 802 |

### Automotrices électriques
| Type | Numéros     | Nombre                                            | livraison    | Constructeur       | Remarques | Image |
| --- | ----------- | ------------------------------------------------- | ------------ | ------------------ | --- | ----- |
| ABe 4/4 I | 30 à 38     | 9                                                 | 1908 et 1909 | SIG / Alioth       | Ex BCe 4/4 no 1 à 14 |       |
| Puissance de 4x75 ch soit 300 ch. Elles offraient au départ 12 places en 2e classe et 31 en troisième classe. Poids à vide :28,1 t. À la suite d'un accident l'automotrice no 9 fut reconstruite en engin d'intervention no 9920 en 1951. La no 6 subit la même opération en 1956 et devient le no 9921. 5 automotrices sont encore en activité.                                                    |             |                                                   |              |                    | |       |
| ABe 4/4 II | 41 à 49     | 9 (2 encore en service et 2 ont été transformées) | 1964 à 1972  | SWS, SAAS, BBC     | les 46 et 47 sont encore en service, la 48 a été transformée en motrice de service et ré-immatriculée Xe 232 01 et la 49 a été transformée en motrice de secours et ré-immatriculée Xe 272 01 |       |
| Puissance de 680 kW. La plupart viennent d'être radiées à la suite de l'arrivée des rames ABe 8/12 allegra. |             |                                                   |              |                    | |       |
| ABe 4/4 III | 51 à 56     | 6                                                 | 1988 à 1990  | SLM, ABB, SIG, SWA | |       |
| Puissance de 1 016 kW. Ligne de la Bernina |             |                                                   |              |                    | |       |
| AB(D)e 4/4 | 481 à 486   | 6                                                 | 1957 à 1958  | SWS, SAAS          | |       |
| Puissance de 500 kW. |             |                                                   |              |                    | |       |
| ABe 4/4 | 501 à 504   | 4                                                 | 1939         | SWS, MFO, BBC      | |       |
| Puissance de 4x110 kW soit 440 kW. Elles offrent au départ 12 places en 1re classe et 28 en 2e classe, poids à vide :39 t. La no 501 est conservée en tant que véhicule historique |             |                                                   |              |                    | |       |
| Be 4/4 | 511 à 516   | 6                                                 | 1971         | FFA, SIG, SAAS     | |       |
| Puissance de 4x196 kW soit 784 kW. Elles offrent au départ 12 places en 1re classe et 22 en 2e classe, poids à vide :44,6 t. |             |                                                   |              |                    | |       |
| ABe 8/12 | 3501 à 3515 | 15                                                | 2008 à 2010  | Stadler Rail       | |       |
| Rame automotrice composée de 3 caisses faisant partie du projet ALLEGRA. Ces automotrices ont remplacé les 41 à 46 de la Bernina et les Ge 4/4 I. Les rames sont bi-courant et elles peuvent donc emprunter le réseau principal et la ligne de la Bernina. Elles sont utilisées sur la ligne d'Arosa, sur celle de la Bernina, entre Davos-Platz et Filisur et pour la traction du Bernina Express. |             |                                                   |              |                    | |       |
| ABe 4/16 | 3101 à 3105 | 5                                                 | 2011 à 2012  | Stadler-Rail       | |       |
| Rame automotrice composée de 4 caisses destinée au trafic S-Bahn de Coire. |             |                                                   |              |                    | |       |

En juin 2016, les RhB ont commandé à Stadler Rail 27 rames automotrices à quatre caisses. Une option portant sur l'achat de neuf rames supplémentaires est levée en novembre 2016, portant ainsi la commande à 36 unités. Ces nouvelles rames (Flügel) entreront en service en 2019 pour les premières. Elles permettent l'introduction de la cadence à la demi-heure entre Landquart et Klosters. En juin 2020, la compagnie annonce avoir levé une option portant sur 20 automotrices Capricorne pour une valeur de 172.9 millions de francs suisses afin de poursuivre le rajeunissement de son parc en service. Elles sont équipées de couplages automatiques.

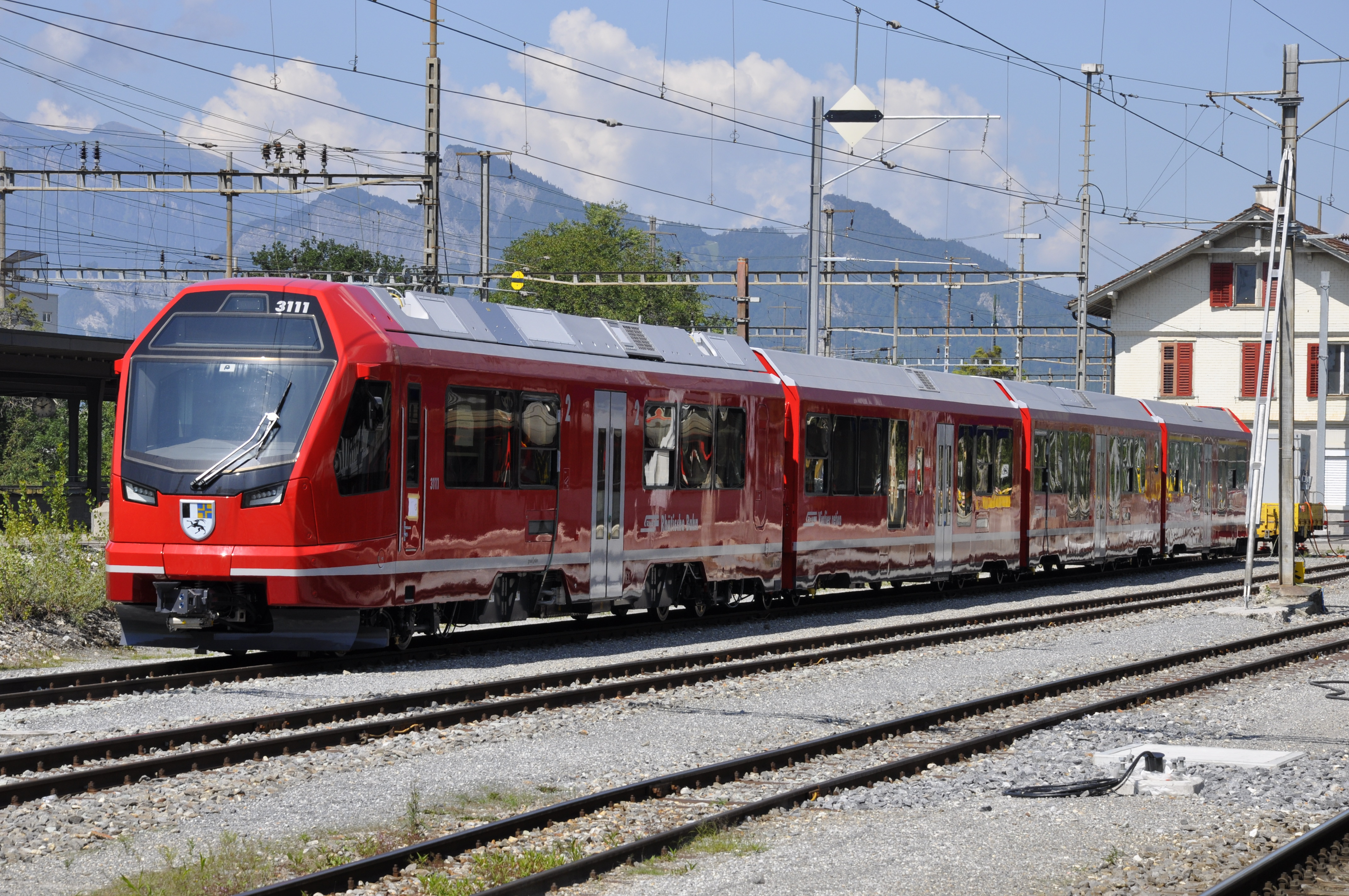
RhB ABe 311

En 2022, 14 ABe 4/16 RTZ (de) (Regional-Pedelzug) Capricorne ont été livrées par Stadler Rail. Les 56 automotrices à quatre wagons, numérotées de 3111 à 3166, ont une puissance de 1000 kW pour une masse de 130 tonnes et peuvent rouler à 120 km/h. La longueur hors tampons est de 77 mètres. Dans la nuit du 8 au 9 juillet 2022, le train Calanda, soit l'automotrice ABe 3113, a établi un record de vitesse pour un train à voie métrique, de 163 km/h. L'essai a été réalisé dans le tunnel de la Vereina.

### Locomotives diesel
| Type       | Numéros         | Nombre de machines | Utilisation | Constructeur                        | Disposition des essieux | Remarque      | Image                            |
| ---------- | --------------- | ------------------ | ----------- | ----------------------------------- | ----------------------- | ------------- | -------------------------------- |
| Gm 4/4     | 214             | 1                  | 1989 à      | MaK                                 | B'B'                    | ex MaK 400 BB | 090917 Untervaz IMG 1946         |
| Gmf 4/4    | 242 à 243       | 2                  | 1991 à      | Kaelble / Gmeinder & Co             | Bo'Bo'                  |               |                                  |
| Gmf 4/4 II | 234 01 à 234 04 | 4                  | 2013 à      | Schalker Eisenhütte Maschinenfabrik | Bo'Bo'                  |               | Gmf 4/4 II 23403 Station Surovas |

### Locomotives de manœuvre
| Type    | Numéros    | Nombre                   | livraison   | Constructeur | Disposition des essieux | Remarques                                                         | Image                           |
| ------- | ---------- | ------------------------ | ----------- | ------------ | ----------------------- | ----------------------------------------------------------------- | ------------------------------- |
| De 2/2  | 151        | 1                        | 1909        |              | Bo                      | Ne peut être utilisée que sur la ligne de la Bernina              | RhB De 2 2 2006-06-27           |
| Ge 2/2  | 161 et 162 | 2                        | 1911        | SIG, Alioth  | Bo                      | Ne peut être utilisées que sur la ligne de la Bernina, ex61 et 62 |                                 |
| Ge 3/3  | 214 et 215 | 2                        | 1984        | RACO/BBC     | Co                      | La 214 est affectée à Chur, l'autre à Samedan                     | RhB Ge 3 3 215                  |
| Gm 3/3  | 231 à 233  | 3                        | 1975 à 2021 | Moyse        | Co                      | DFB (Furka Mountain Line) reprend ces trois locomotives           |                                 |
| Tm 2/2  | 15 à 26    | 12 (5 encore en service) | 1957 à 1969 | RACO         | Bo                      | Encore en service: 16, 20, 22, 25, 26                             | FR Tm 2-2 20 Ilanz-Glion 260215 |
| Tmf 2/2 | 85 à 90    | 6                        | 1991 à 1994 | RACO         | Bo                      | télécommandables                                                  | FR Tmf 2-2 87 Thusis 190113     |
| Tm 2/2  | 111 à 120  | 10                       | 2001 à 2010 | Schöma       | Bo                      |                                                                   | RhB Tm 117                      |
| Tm 2/2  | 93         | 1                        | 1971        | Schöma       | Bo                      | Utilisé à Untervaz                                                | RhB Tm 2 2 Nr 93 Untervaz       |

### Matériel voyageur
En plus du parc d'automotrices le RhB possède plus de 300 voitures issus de diverses séries : unifiée 1, 2, 3, et 4 les voitures panoramiques Bernina et Glacier Express et bien d'autres encore (voiture pilote, restaurant, à portes centrales, etc.).
En 2016, de nouvelles rames ont été mises en service sur la ligne de l'Albula. Il s'agit de rames de six voitures construites par Stadler Rail. Les six rames seront intégralement mises en service à l'été 2017. Ces rames seront composées à terme de sept voitures puisque six voitures ont également été commandées pour former des rames réversibles de sept voitures tractées/poussées par une Ge 4/4 III. Ces rames sont baptisées Alvra, ce qui signifie Albula en Romanche.

### Wagons
Les RhB possèdent un large parc de wagons destinés au transport de marchandises qui n'a rien à envier de ceux des réseaux européens à voie normale. On retrouve aujourd'hui majoritairement des wagons : plats, porte-conteneurs, couverts, citernes..., la plupart sont à bogie.
Parmi les wagons les plus connus on retrouve les wagons-silo destinés à transporter du ciment surnommés « les têtes de nègres ».
Des wagons appartiennent également à des particuliers (des clients embranchés).

### Matériel de service
Le matériel de service est à la fois constitué :
- de matériels d'inspections de la voie, de la caténaire et des ouvrages d'art
- de matériels de travaux: constitués d'un nombre important de wagons spécialisés (comme des wagons ballastières ou porte-rail), ou non (comme des wagons plats ou couvert).

Ces matériels reçoivent habituellement une livrée jaune.

### Radiation
Le 29 janvier 2021, la composition constituée de Be 4/4 511, B 2412, B 2414 et ABDt 1715 a été recyclée et elle sera suivie par la composition Be 4/4 512, B 2411 et ABDt 1714 .
Une partie du matériel radié est reprise par l'Association Historic RhB qui a pour but: la conservation, la restauration et la réparation ainsi que l'exposition et l'exploitation des véhicules historiques du chemin de fer rhétique sur leur réseau à but non lucratif.

## Patrimoine mondial

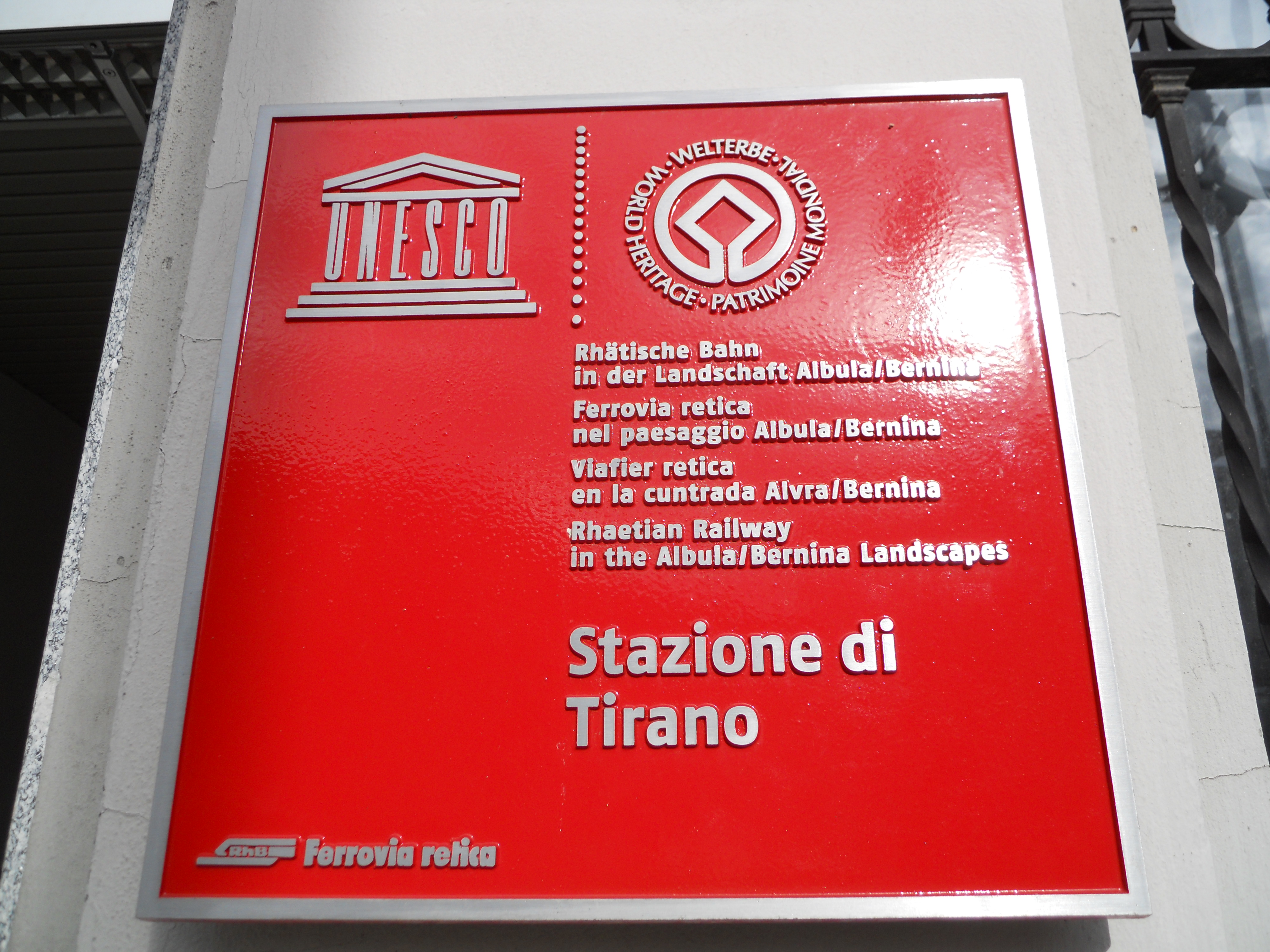
Plaque de l'Unesco à la station de Tirano.

Lors de sa séance du 6 juillet 2008, le Comité du patrimoine mondial de l'Unesco a inscrit le « Chemin de fer rhétique dans les paysages de l’Albula et de la Bernina » au patrimoine mondial. Cette inscription concerne à la fois, les 122 kilomètres de voie ferrée entre Thusis, Saint-Moritz et Tirano et les 144 ponts, 42 tunnels et galeries qui la composent, mais également l'ensemble du paysage environnant, décrit comme « zone tampon » et qui regroupe toutes les zones de paysage visibles depuis le train,.

## Galerie

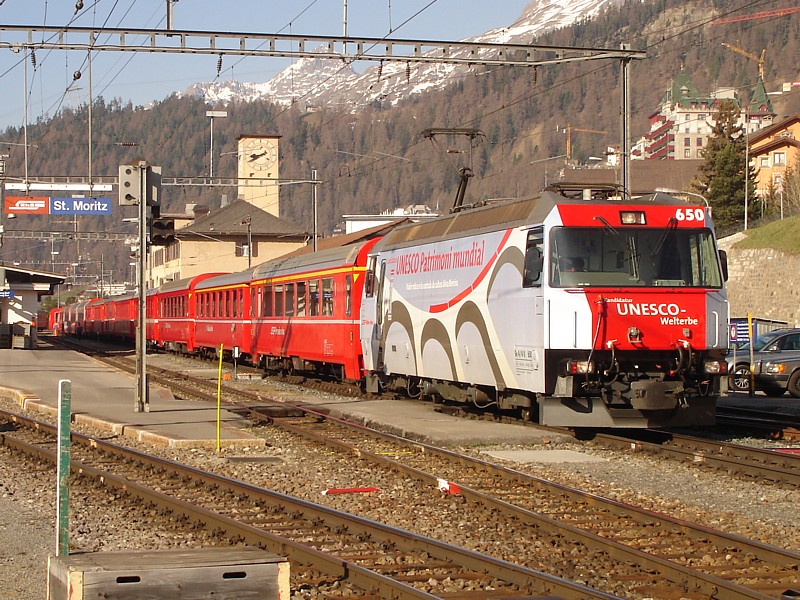
Ge 4/4 III no 650 en gare de Saint-Moritz.
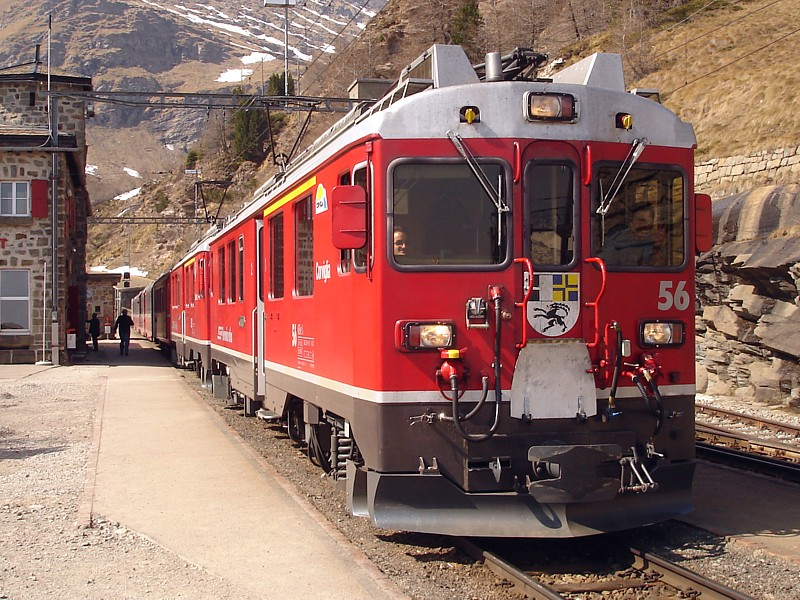
ABe 4/4 no 56 et 55 à Alp Grüm sur la ligne de la Bernina.
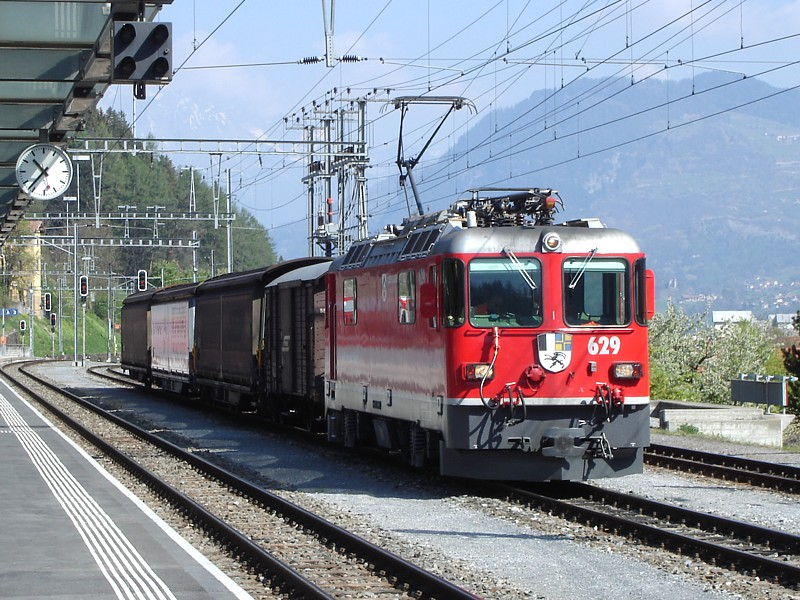
Ge 4/4 II no 629 en gare de Thusis.
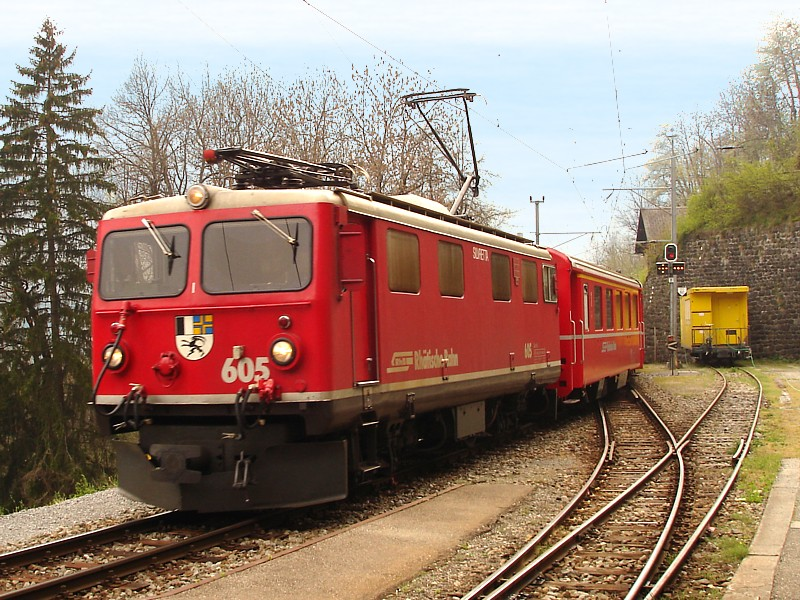
Ge 4/4 I no 605 entrant en gare de Lüen-Castiel, sur la ligne du Coire-Arosa.
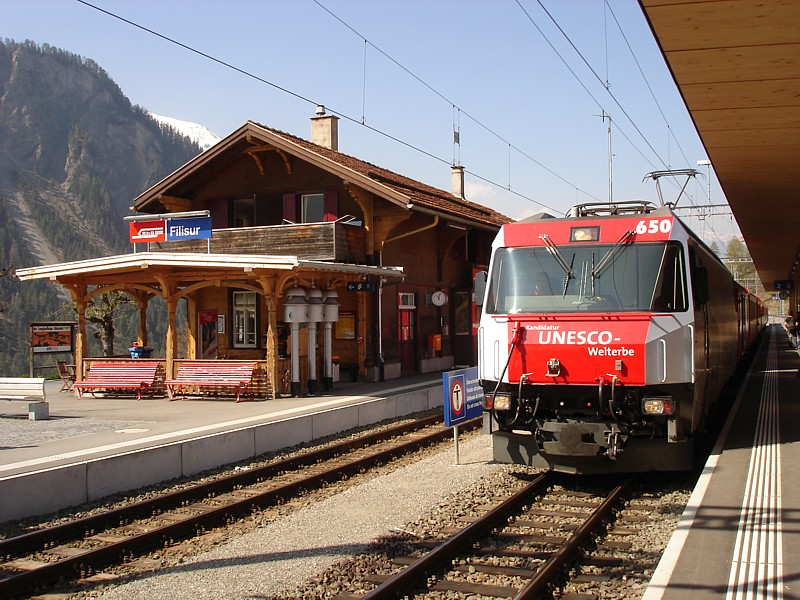
Ge 4/4 III no 650 en gare de Filisur.
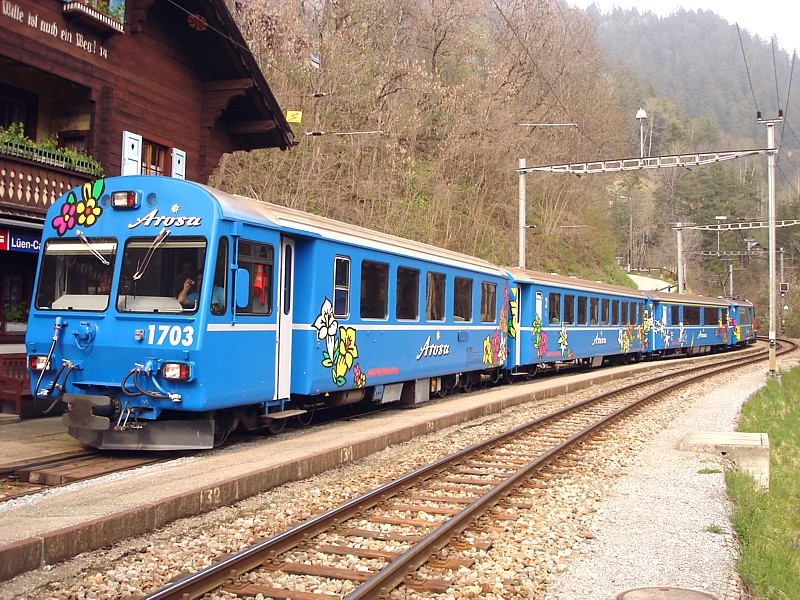
La rame aux couleurs de l'Arosa-Bahn en gare de Lüen-Castiel.
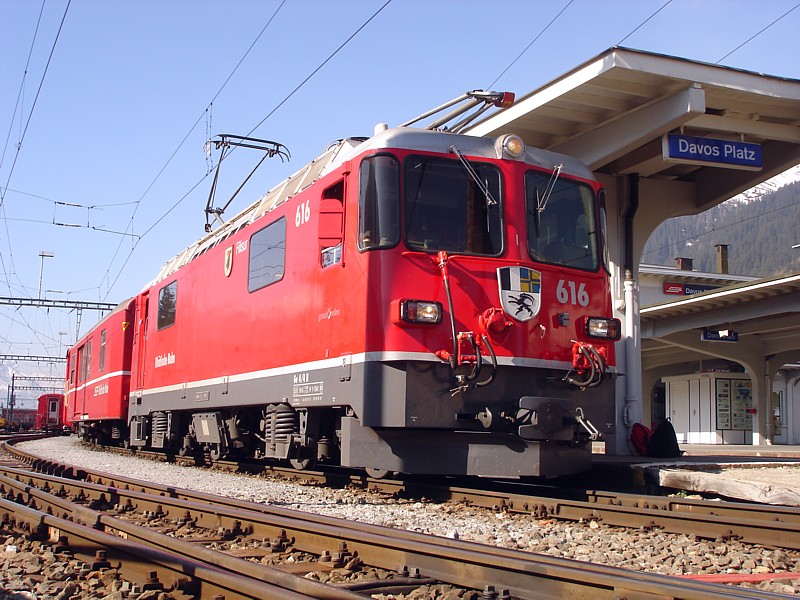
Ge 4/4 II no 616 « Filisur » en gare de Davos Platz.
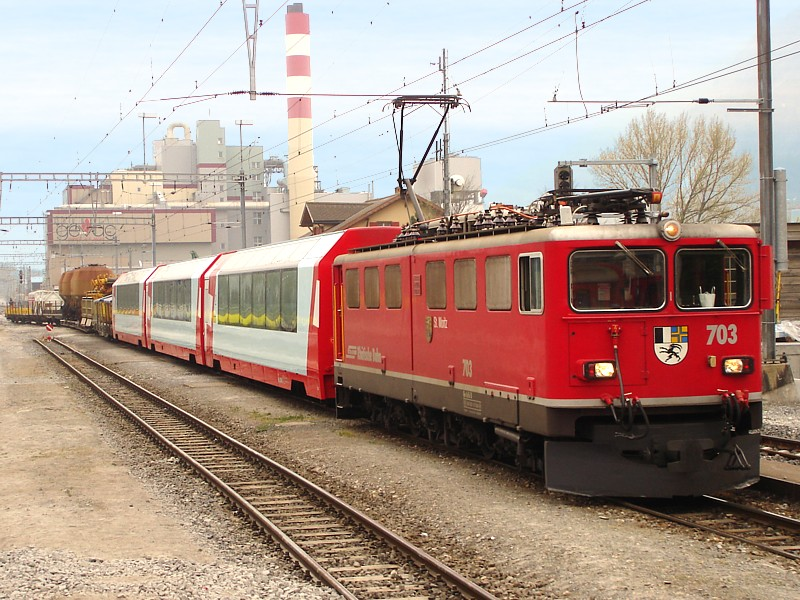
Ge 6/6 II no 703 entre Coire et Landquart.
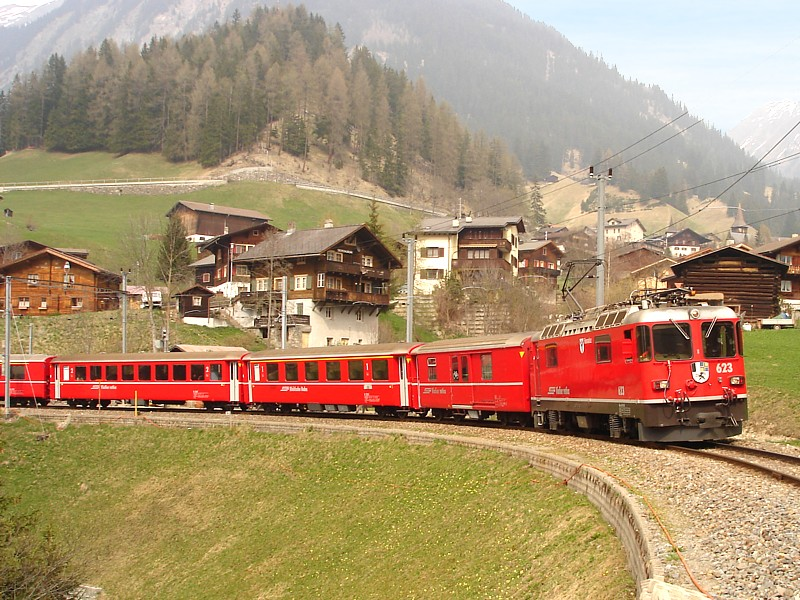
Ge 4/4 II no 623 quittant la gare de Langwies (ligne Coire-Arosa, canton des Grisons).
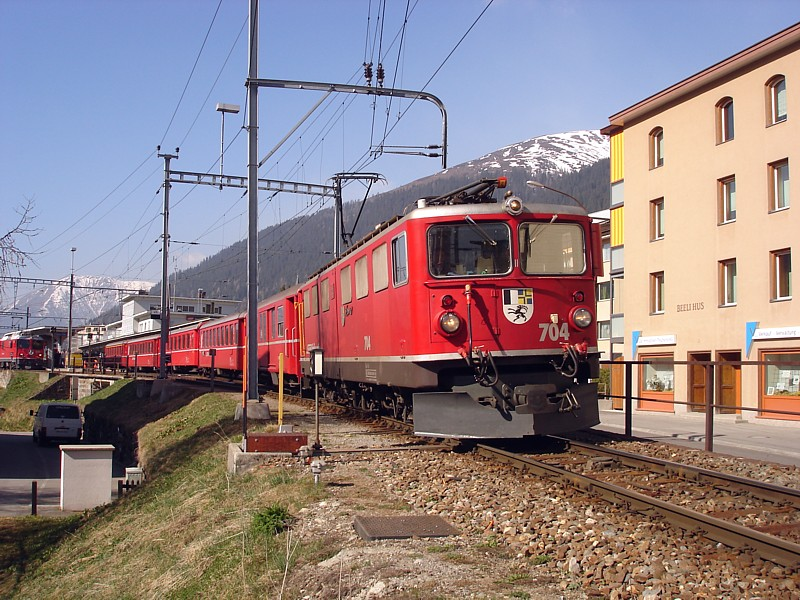
Ge 6/6 II no 704 quittant la gare de Davos Platz en direction de Klosters.
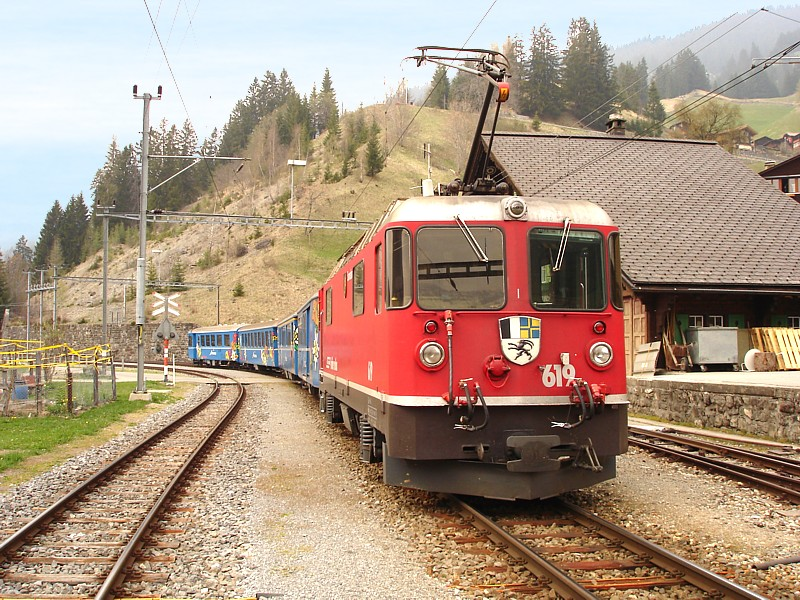
Ge 4/4 II no 619 en gare de Langwies.
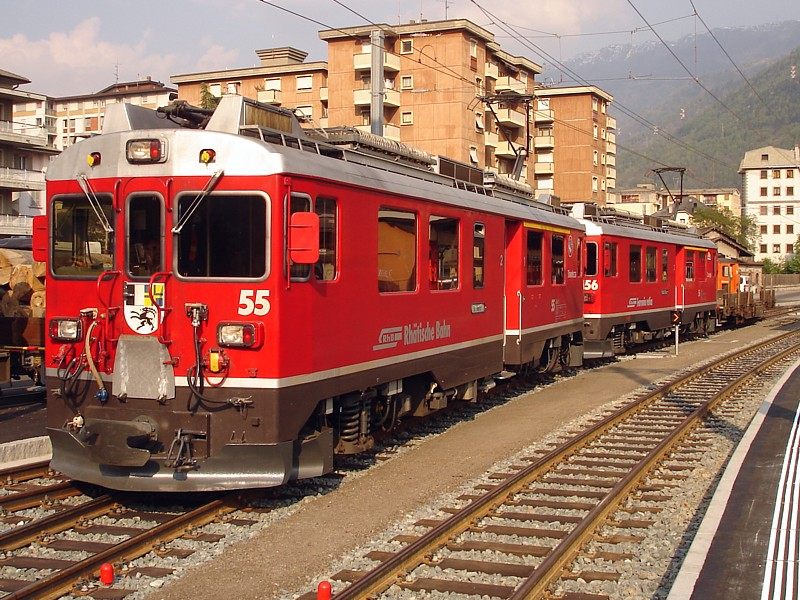
ABe 4/4 no 55 et 56 manœuvrant en gare de Tirano, terminus italien de la ligne de la Bernina.